# 泰克河畔阿尔勒
泰克河畔阿尔勒（法語：Arles-sur-Tech，法語發音：[aʁl syʁ tɛk] ⓘ）是法国东比利牛斯省的一个市镇，属于塞雷区。

## 地理
泰克河畔阿尔勒（42°27'25"N, 2°38'2"E）面积28.82 平方千米，位于法国奧克西塔尼大區东比利牛斯省，该省份为法国大陆部分最南部的省份，涵盖了北加泰罗尼亚，北起奥德省，西接阿列日省和安道尔，南与西班牙接壤，东临地中海。
与泰克河畔阿尔勒接壤的市镇（或旧市镇、城区）包括：蒙博洛、阿梅利莱班-帕拉尔达、圣洛朗德塞尔当、蒙费雷、科尔萨维。
泰克河畔阿尔勒的时区为UTC+01:00、UTC+02:00（夏令时）。

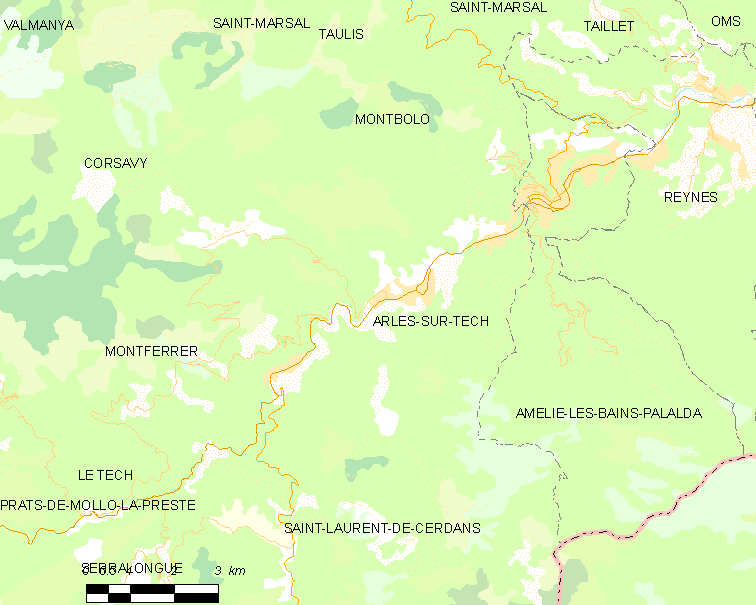
泰克河畔阿尔勒的OSM定位图

## 行政
泰克河畔阿尔勒的邮政编码为66150，INSEE市镇编码为66009。

## 政治
泰克河畔阿尔勒所属的省级选区为勒卡尼古县。

## 人口

1962-2008年间泰克河畔阿尔勒人口变化图示

泰克河畔阿尔勒于2022年1月1日时的人口数量为2805人。